# National Basketball Association 2005-2006
La stagione della National Basketball Association 2005-2006 fu la 60ª edizione del campionato NBA. La stagione si concluse con la vittoria dei Miami Heat, che sconfissero i Dallas Mavericks per 4-2 nelle finali NBA.

## Squadre partecipanti
- Atlanta Hawks
- Boston Celtics
- Charlotte Bobcats
- Chicago Bulls
- Cleveland Cavaliers
- Dallas Mavericks
- Denver Nuggets
- Detroit Pistons
- G.S. Warriors
- Houston Rockets
- Indiana Pacers
- L.A. Clippers
- L.A. Lakers
- Memphis Grizzlies
- Miami Heat

- Milwaukee Bucks
- Minnesota T'wolves
- N.J. Nets
- N.O. Hornets
- N.Y. Knicks
- Orlando Magic
- Phoenix Suns
- Philadelphia 76ers
- Portland T. Blazers
- Sacramento Kings
- San Antonio Spurs
- Seattle S.Sonics
- Toronto Raptors
- Utah Jazz
- Wash. Wizards

## Classifica Finale

### Eastern Conference
Atlantic Division
|  |    |                    | G  | V  | P  | %    | GB |
|  | -- | ------------------ | -- | -- | -- | ---- | -- |
|  | 1. | N.J. Nets (3)      | 82 | 49 | 33 | 59,8 | -  |
|  | 2. | Philadelphia 76ers | 82 | 38 | 44 | 46,3 | 11 |
|  | 3. | Boston Celtics     | 82 | 33 | 49 | 40,2 | 16 |
|  | 4. | Toronto Raptors    | 82 | 27 | 55 | 32,9 | 22 |
|  | 5. | N.Y. Knicks        | 82 | 23 | 59 | 28,0 | 26 |

Central Division
|  |    |                         | G  | V  | P  | %    | GB |
|  | -- | ----------------------- | -- | -- | -- | ---- | -- |
|  | 1. | Detroit Pistons (1)     | 82 | 64 | 18 | 78,0 | -  |
|  | 2. | Cleveland Cavaliers (4) | 82 | 50 | 32 | 61,0 | 14 |
|  | 3. | Indiana Pacers (6)      | 82 | 41 | 41 | 50,0 | 23 |
|  | 4. | Chicago Bulls (7)       | 82 | 41 | 41 | 50,0 | 23 |
|  | 5. | Milwaukee Bucks (8)     | 82 | 40 | 42 | 48,8 | 24 |

Southeast Division
|  |    |                   | G  | V  | P  | %    | GB |
|  | -- | ----------------- | -- | -- | -- | ---- | -- |
|  | 1. | Miami Heat (2)    | 82 | 52 | 30 | 63,4 | -  |
|  | 2. | Wash. Wizards (5) | 82 | 42 | 40 | 51,2 | 10 |
|  | 3. | Orlando Magic     | 82 | 36 | 46 | 43,9 | 16 |
|  | 4. | Charlotte Bobcats | 82 | 26 | 56 | 31,7 | 26 |
|  | 5. | Atlanta Hawks     | 82 | 26 | 56 | 31,7 | 26 |

### Western Conference
Northwest Division
|  |    |                     | G  | V  | P  | %    | GB |
|  | -- | ------------------- | -- | -- | -- | ---- | -- |
|  | 1. | Denver Nuggets (3)  | 82 | 44 | 38 | 53,7 | -  |
|  | 2. | Utah Jazz           | 82 | 41 | 41 | 50,0 | 3  |
|  | 3. | Seattle S.Sonics    | 82 | 35 | 47 | 42,7 | 9  |
|  | 4. | Minnesota T'wolves  | 82 | 33 | 49 | 40,2 | 11 |
|  | 5. | Portland T. Blazers | 82 | 21 | 61 | 25,6 | 23 |

Pacific Division
|  |    |                      | G  | V  | P  | %    | GB |
|  | -- | -------------------- | -- | -- | -- | ---- | -- |
|  | 1. | Phoenix Suns (2)     | 82 | 54 | 28 | 65,9 | -  |
|  | 2. | L.A. Clippers (6)    | 82 | 47 | 35 | 57,3 | 7  |
|  | 3. | L.A. Lakers (7)      | 82 | 45 | 37 | 54,9 | 9  |
|  | 4. | Sacramento Kings (8) | 82 | 44 | 38 | 53,7 | 10 |
|  | 5. | G.S. Warriors        | 82 | 34 | 48 | 41,5 | 20 |

Southwest Division
|  |    |                       | G  | V  | P  | %    | GB |
|  | -- | --------------------- | -- | -- | -- | ---- | -- |
|  | 1. | San Antonio Spurs (1) | 82 | 63 | 19 | 76,8 | -  |
|  | 2. | Dallas Mavericks (4)  | 82 | 60 | 22 | 73,2 | 3  |
|  | 3. | Memphis Grizzlies (5) | 82 | 49 | 33 | 59,8 | 14 |
|  | 4. | N.O. Hornets          | 82 | 38 | 44 | 46,3 | 25 |
|  | 5. | Houston Rockets       | 82 | 34 | 48 | 41,5 | 35 |

## Vincitore
| Campione NBA 2005-2006 |
| ---------------------- |
| Miami Heat (1º titolo) |

## Statistiche

### Statistiche individuali
| Categoria        | Giocatore        | Squadra            | Stat |
| ---------------- | ---------------- | ------------------ | ---- |
| Punti            | Kobe Bryant      | L.A. Lakers        | 35.4 |
| Rimbalzi         | Kevin Garnett    | Minnesota T'wolves | 12.7 |
| Assist           | Steve Nash       | Phoenix Suns       | 10.5 |
| Palle rubate     | Gerald Wallace   | Charlotte Bobcats  | 2.5  |
| Stoppate         | Marcus Camby     | Denver Nuggets     | 3.3  |
| Palle perse      | Gilbert Arenas   | Wash. Wizards      | 3.7  |
| Falli            | Al Harrington    | Atlanta Hawks      | 4.0  |
| Minuti a partita | Allen Iverson    | Philadelphia 76ers | 43.1 |
| FG%              | Shaquille O'Neal | Miami Heat         | 60.0 |
| FT%              | Steve Nash       | Phoenix Suns       | 92.1 |
| 3FG%             | Richard Hamilton | Detroit Pistons    | 45.8 |
| Efficienza       | Dirk Nowitzki    | Dallas Mavericks   | 28.1 |

### Statistiche di squadra
| Categoria             | Squadra                             | Stat  |
| --------------------- | ----------------------------------- | ----- |
| Punti per gara        | Phoenix Suns                        | 108.4 |
| Rimbalzi per gara     | Miami Heat / L.A. Clippers          | 43.1  |
| Assist per gara       | Phoenix Suns                        | 26.6  |
| Palle rubate per gara | Charlotte Bobcats                   | 10.0  |
| Stoppate per gara     | L.A. Clippers                       | 6.1   |
| Palle perse per gara  | N.Y. Knicks                         | 17.7  |
| FG%                   | Phoenix Suns                        | 47.9  |
| FT%                   | Phoenix Suns                        | 80.6  |
| 3FG%                  | Phoenix Suns                        | 39.9  |
| +/-                   | San Antonio Spurs / Detroit Pistons | +7.7  |

## Premi NBA
- NBA Most Valuable Player Award: Steve Nash, Phoenix Suns
- NBA Rookie of the Year Award: Chris Paul, New Orleans/Oklahoma City Hornets
- NBA Defensive Player of the Year Award: Ben Wallace, Detroit Pistons
- NBA Sixth Man of the Year Award: Mike Miller, Memphis Grizzlies
- NBA Most Improved Player Award: Boris Diaw, Phoenix Suns
- NBA Coach of the Year Award: Avery Johnson, Dallas Mavericks
- NBA Executive of the Year Award: Elgin Baylor, Los Angeles Clippers
- Sportsmanship Award: Elton Brand, Los Angeles Clippers
- All-NBA First Team:
  - F - LeBron James, Cleveland Cavaliers
  - F - Dirk Nowitzki, Dallas Mavericks
  - C - Shaquille O'Neal, Miami Heat
  - G - Kobe Bryant, Los Angeles Lakers
  - G - Steve Nash, Phoenix Suns
- All-NBA Second Team:
  - F - Elton Brand, Los Angeles Clippers
  - F - Tim Duncan, San Antonio Spurs
  - C - Ben Wallace, Detroit Pistons
  - G - Dwyane Wade, Miami Heat
  - G - Chauncey Billups, Detroit Pistons
- All-NBA Third Team:
  - F - Shawn Marion, Phoenix Suns
  - F - Carmelo Anthony, Denver Nuggets
  - C - Yao Ming, Houston Rockets
  - G - Allen Iverson, Philadelphia 76ers
  - G - Gilbert Arenas, Washington Wizards
- All-Defensive First Team:
  - Bruce Bowen, San Antonio Spurs
  - Ben Wallace, Detroit Pistons
  - Andrej Kirilenko, Utah Jazz
  - Ron Artest, Sacramento Kings
  - Kobe Bryant, Los Angeles Lakers (pari)
  - Jason Kidd, New Jersey Nets (pari)
- All-Defensive Second Team:
  - Tim Duncan, San Antonio Spurs
  - Chauncey Billups, Detroit Pistons
  - Kevin Garnett, Minnesota Timberwolves
  - Marcus Camby, Denver Nuggets
  - Tayshaun Prince, Detroit Pistons
- All-Rookie First Team:
  - Chris Paul, New Orleans/Oklahoma City Hornets
  - Charlie Villanueva, Toronto Raptors
  - Andrew Bogut, Milwaukee Bucks
  - Deron Williams, Utah Jazz
  - Channing Frye, New York Knicks
- All-Rookie Second Team:
  - Danny Granger, Indiana Pacers
  - Raymond Felton, Charlotte Bobcats
  - Luther Head, Houston Rockets
  - Marvin Williams, Atlanta Hawks
  - Ryan Gomes, Boston Celtics